# Мартін Кароль
Марі-Луїз Жанн Ніколь Муре, фр. Marie-Louise Jeanne Nicolle Mourer), відома як Мартін Кароль (фр. Martine Carol, 16 травня 1920, Сен-Манде, Валь-де-Марн, Іль-де-Франс, Франція — 6 лютого 1967, Монте-Карло, Монако) — французька акторка театру і кіно, пік популярності якої припав на 1950-ті роки.

## Біографія
Народилася 16 травня 1920 року в Сен-Манде (Валь-де-Марн, Іль-де-Франс, Франція).
На початку 1940-х почала кар'єру акторки. Деякий час в театрі виступала під псевдонімом Моріз Орлі. Другий псевдонім — Мартін Кароль, взяла за наполяганням Франсуа Пер'є (1919—2002). Почала кінокар'єру в 1941 році і виконала близько 50 ролей в кіно, найяскравіша з яких — Лола Монтез в однойменному фільмі Макса Офюльса. Однак навіть у цьому фільмі вона вразила далеко не всіх глядачів: занурена в особисті проблеми (невдалі романи і шлюби, відсутність дітей), акторка почала вживати алкоголь і наркотики, часто мала депресії, які призвели до кількох спроб самогубства.
46-річна Мартін Кароль померла від серцевого нападу 6 лютого 1967 року в Монте-Карло (Монако). Спочатку була похована на кладовищі Пер-Лашез у Парижі (деякі ЗМІ повідомили, що вона була похована зі своїми коштовностями). Пізніше її могила була зруйнована, а акторку перепоховали на цвинтарі Гран-Жас в Каннах.

## Шлюби
Мартін Кароль була у шлюбі чотири рази, дітей не мала.
- Перший чоловік c 1948 по 1953 рік — Стівен Крейн (1916—1985), актор.
- Другий чоловік з 1954 року по 1959 рік — Крістіан-Жак (1904—1994), режисер і сценарист.
- Третій чоловік з 1959 по 1962 рік — Андре Рувікс, лікар.
- Четвертий чоловік з 1966 року до смерті Мартін — Еленд, бізнесмен.

## Вибрана фільмографія
- 1949 — Я люблю тільки тебе / Je n'aime que toi — Ірен
- 1954 — Пляж / La spiaggia — Анна Марія Менторсі
- 1955 — Лола Монтес / Lola Montès — Лола Монтез
- 1956 — Навколо світу за 80 днів / Around the World in 80 Days — туристка
- 1957 — Наталі / Nathalie — модель Наталі Принцес
- 1960 — Аустерліц / Austerlitz — Жозефіна Богарне
- 1960 — Француженка і любов / La Française et l'amour — Еліан (сегмент «Самотня жінка»)
- 1961 — Ваніна Ваніні / Vanina Vanini — графиня Вітеллескі